# Marko Đurišić
Marko Đurišić (in serbo Марко Ђуришић?; Belgrado, 17 luglio 1997) è un calciatore serbo, centrocampista del Mornar.

## Carriera
Ha giocato nella massima serie serba ed in quella lettone.

## Statistiche

### Presenze e reti nei club
Statistiche aggiornate al 17 dicembre 2021.
| Stagione        | Squadra           | Campionato      | Campionato | Campionato | Coppe nazionali | Coppe nazionali | Coppe nazionali | Coppe continentali | Coppe continentali | Coppe continentali | Altre coppe | Altre coppe | Altre coppe | Totale | Totale |
| Stagione        | Squadra           | Comp            | Pres       | Reti       | Comp            | Pres            | Reti            | Comp               | Pres               | Reti               | Comp        | Pres        | Reti        | Pres   | Reti   |
| --------------- | ----------------- | --------------- | ---------- | ---------- | --------------- | --------------- | --------------- | ------------------ | ------------------ | ------------------ | ----------- | ----------- | ----------- | ------ | ------ |
| feb.-giu. 2016  | Proleter Novi Sad | 1L              | 10         | 1          |                 | -               | -               |                    | -                  | -                  |             | -           | -           | 10     | 1      |
| lug.-ago. 2016  | Vojvodina         | SL              | 3          | 0          |                 | -               | -               | UEL                | 1                  | 0                  |             | -           | -           | 4      | 0      |
| ago. 2016-2017  | Proleter Novi Sad | 1L              | 19         | 1          | CS              | 1               | 0               |                    | -                  | -                  |             | -           | -           | 20     | 1      |
| 2017-2018       | Mačva Šabac       | SL              | 7          | 0          | CS              | 1               | 0               |                    | -                  | -                  |             | -           | -           | 8      | 0      |
| 2018-2019       | Dinamo Vranje     | SL              | 25         | 0          |                 | -               | -               |                    | -                  | -                  |             | -           | -           | 25     | 0      |
| 2019-2020       | Vojvodina         | SL              | 15         | 0          |                 | -               | -               |                    | -                  | -                  |             | -           | -           | 15     | 0      |
| 2020            | Riga FC           | VL              | 19         | 0          | CL              | 2               | 0               | UCL+UEL            | 0+1                | 0                  |             | -           | -           | 22     | 0      |
| 2021            | Riga FC           | VL              | 16         | 1          | CL              | 1               | 0               | UCL+UECL           | 1+0                | 0                  |             | -           | -           | 18     | 1      |
| Totale Riga FC  | Totale Riga FC    | Totale Riga FC  | 35         | 1          |                 | 3               | 0               |                    | 2                  | 0                  |             | -           | -           | 40     | 1      |
| Totale carriera | Totale carriera   | Totale carriera | 114        | 3          |                 | 5               | 0               |                    | 3                  | 0                  |             | -           | -           | 122    | 3      |

## Palmarès

### Club

#### Competizioni nazionali
- Campionato lettone: 1

Riga FC: 2020